# Ricardo de Orueta
Ricardo de Orueta y Duarte, född 1868 i Málaga, död den 10 februari 1939 i Madrid, var en spansk konstkritiker och konsthistoriker.
Från 1911 undervisade han vid Institución Libre de Enseñanza. Orueta stod i förbindelse med Juan Ramón Jiménez, José Ortega y Gasset och José Moreno Villa. Som konsthistoriker arbetade han med skulptörer som Pedro de Mena, Gregorio Fernández och framför allt Alonso Berruguete. Därutöver forskade han om spansk gravskulptur. Som politiker under andra spanska republiken tillhörde han Partido Reformista och var nära förtrogen till Manuel Azaña. Två gånger, 1931–1933 och 1936, var han generaldirektör för de sköna konsterna och bemödade sig om bevarandet av nationella konstskatter (Tesoro Artístico Nacional) under oroliga tider. Orueta grundade flera museer, framför allt det nuvarande Museo Nacional de Escultura i Valladolid.